# 布倫尼維爾 (明尼蘇達州)
布倫尼維爾（英語：Brennyville）是位於美國明尼蘇達州本頓縣艾伯塔鎮區的一個非建制地區。

## 地理
布倫尼維爾所處的海拔為高於海平面376米（即1234英呎），而該地所採用的時區為UTC-6，即北美中部時區（CST）。同時該地設有夏令時間，為UTC-6調快一小時，即UTC-5（CDT）。